# Kampókéz (film, 2021)
A Kampókéz (eredeti cím: Candyman) 2021-ben bemutatott amerikai természetfeletti horrorfilm, az 1992-es, azonos című film közvetlen folytatása és a Kampókéz-filmsorozat negyedik része, amely Clive Barker The Forbidden című regénye alapján készült. Rendezője Nia DaCosta, forgatókönyvírói DaCosta, Jordan Peele és Win Rosenfeld. A főszerepben Yahya Abdul-Mateen II, Teyonah Parris, Nathan Stewart-Jarrett és Colman Domingo látható, Tony Todd és Vanessa Estelle Williams visszatérő szerepeket alakítanak az eredeti filmből.
A filmet 2021. augusztus 27-én mutatták be az Amerikai Egyesült Államokban, a Universal Pictures forgalmazásában, Magyarországon egy nappal hamarabb szinkronizálva, augusztus 26-án a Fórum Hungary jóvoltából. A COVID-19 világjárvánnyal kapcsolatos problémák miatt háromszor is elhalasztották az eredeti, 2020. júniusi premierdátumot.
Általánosságban pozitív kritikákat kapott az értékelőktől, akik dicsérték DaCosta rendezését; világszerte több mint 73,3 millió dolláros bevételt hozott a 25 millió dolláros költségvetésével szemben.

## Cselekmény
2019-ben, huszonhét évvel az első film eseményei után Anthony McCoy képzőművész Chicagóban él barátnőjével, Brianna Cartwright galériaigazgatóval. Brianna bátyja, Troy megosztja velük Helen Lyle városi legendáját egy végzős diákról, aki az 1990-es évek elején gyilkos ámokfutásba kezdett. Az ámokfutása a Cabrini-Green lakótelep előtt gyújtott máglyán teljesedett ki, amikor megpróbált feláldozni egy csecsemőt. A lakóknak sikerült megmenteniük a gyermeket, mielőtt Helen a tűzben meghalt volna egy nyilvánvaló önfeláldozással.
Anthony kétségbeesetten keresi karrierjében a fordulópontot és inspirációt keresve bejárja Cabrini-Greent. Végül találkozik Billy Burke mosoda tulajdonossal, aki megismerteti vele Kampókéz történetét. Amikor Burke 1977-ben gyerek volt, rémisztő találkozása volt Sherman Fieldsszel, a kampókezű férfival. A rendőrség tévesen azt hitte Shermanról, ő tett borotvapengét egy cukorkába, amely egy lány kezébe jutott. Burke akaratlanul figyelmeztette a rendőröket, hogy Sherman az egyik lakóház falain belül tartózkodik, aminek következtében a rendőrök halálra verték Shermant. Bár Shermant utólag felmentették, a legenda szerint ha valaki ötször kimondja egy tükör előtt, hogy „Kampókéz”, Sherman szelleme megjelenik, és megöli a megidézőt.
A megihletett Anthony egy tükörrel ellátott kiállítást rendez a Kampókéz legendája alapján és bemutatja azt Brianna művészeti galériájában. Megdöbbenve tapasztalja, hogy a kritikusok nem reagálnak rá pozitívan. Aznap este Brianna egyik munkatársát és annak barátnőjét lemészárolja Kampókéz, miután ötször kimondták a nevét Anthony kiállításának egyik darabja előtt. Anthony azon kapja magát, hogy ismeretlen emberek hátborzongató portréinak sorozatát festi. A legenda elterjed és még több embert ölnek meg Kampókéz nevének ismételgetése után, köztük Finley Stephens műkritikust, aki becsmérelte Anthony művét, és egy csoport tinilányt egy mosdóban. Miután Anthony két alkalommal maga is látta Sherman szellemét, konfrontálódik Burke-kel, és megtudja, hogy a Kampókéz legenda az 1890-es évekből, Daniel Robitaille-től származik – egy művésztől, akit meglincseltek, mert vegyes bőrszínű viszonya volt. Azóta a legenda generációkon át újjáéledt, a rasszizmus és az igazságtalanság áldozatául esett feketék lelkei a Kampókéz „kaptár” részévé váltak.
Egy méhcsípés miatt Anthony fizikai átalakuláson esik át, mielőtt még találkozott volna Burke-kel, és amelyből egy hatalmas sebhely alakul ki, ami az egész testén kezd elterjedni. Elmegy a kórházba, ahol megtudja, hogy az anyja, Anne-Marie hazudott a születéséről. Amikor kérdőre vonja, a nő vonakodva elárulja, hogy ő volt az a baba, akit Helen halálának éjszakáján kimentettek a tűzből, és hogy Kampókéz volt a felelős az ámokfutásért, amiért őt hibáztatták. Helen valójában megmentette őt Robitaille-től, aki elrabolta és azt tervezte, hogy feláldozza a tűzben. Anne-Marie soha nem beszélt erről senkinek, mert azt akarta, hogy Anthony normális életet éljen. A közösség megfogadta, hogy soha nem ismétlődik meg a Kampókéz legenda azután az éjszaka után, ezért Anne-Marie félni kezd a paktum megszegése miatt. Anthony beletörődve sorsába távozik, és a Cabrini-Green sorházai között kezd barangolni.
Az Anthony miatt aggódó Brianna rájön, hogy Burke beszélt neki először a Kampókézről, ezért elmegy Cabrini-Greenbe, hogy megkeresse. A mosodában megtámadja Burke, aki egy elhagyatott templomba viszi, ahol Anthony – akinek a teste tovább romlik – várakozik. Anthony katatón állapotba került, amikor Burke elárulja, hogy nemcsak Sherman halálának volt szemtanúja, hanem látta Sherman szellemét is, aki Kampókézként tért vissza, és tanúja volt annak is, hogy megidézése után megölte idősebb nővérét és annak barátját. Burke azt tervezi, hogy a rendőrséggel lelőheti Anthonyt, hogy a Kampókéz legendát a bosszú eszközeként, és ne a feketék fájdalmának és szenvedésének szimbólumaként használhassa fel. Hogy Anthony Kampókézzé való átalakulása teljessé váljon, Burke lefűrészeli a jobb kezét, és egy húskampóval helyettesíti azt.
Briannának sikerül elmenekülnie a templomból, Burke üldözőbe veszi Cabrini-Greenben, akit a nő halálra késel. Anthony megjelenik, és a karjaiba omlik, amikor a Burke által a helyszínre csalt rendőrök megjelennek és agyonlövik Anthonyt. Briannát letartóztatják és megbilincselik. Az egyik rendőr megpróbálja megfélemlíteni, hogy beleegyezzen; Anthony provokálta a rendőröket a lövöldözésre, de Brianna a rendőrautó visszapillantó tükrével megidézi Kampókezet. A férfi megjelenik, immár Anthony bőrébe bújva, és lemészárolja a rendőröket. Amikor még több rendőr érkezik a helyszínre, Anthony felveszi Robitaille alakját, és arra utasítja Briannát, hogy „mondja el mindenkinek”.

## Szereplők
| Szerep                         | Színész                      | Magyar hang        |
| ------------------------------ | ---------------------------- | ------------------ |
| Anthony McCoy                  | Yahya Abdul-Mateen II        | Pál Tamás          |
| Brianna Cartwright             | Teyonah Parris               | Bogdányi Titanilla |
| Brianna Cartwright             | Hannah Love Jones (fiatalon) | Kobela Kíra        |
| Troy Cartwright                | Nathan Stewart-Jarrett       | Fehér Tibor        |
| William Burke                  | Colman Domingo               | Bognár Tamás       |
| Daniel Robitaille / Kampókéz   | Tony Todd                    | Nem szólal meg     |
| Anne-Marie McCoy               | Vanessa Estelle Williams     | Náray Erika        |
| Finley Stephens                | Rebecca Spence               | Bertalan Ágnes     |
| Helen Lyle / Caroline Sullivan | Cassie Kramer                | Mohácsi Nóra       |
| Sherman Fields / Kampókéz      | Michael Hargrove             | Nem szólal meg     |
| Grady Cartwright               | Kyle Kaminsky                | Renácz Zoltán      |
| Christiana Clark               | Danielle Harrington          | Spilák Klára       |
| Clive Privler                  | Brian King                   | Hevér Gábor        |
| Jack Hyde                      | Torrey Hanson                | Kapácsy Miklós     |
| Jameson                        | Carl Clemons-Hopkins         | Varga Rókus        |
| Gil Cartwright                 | Cedric Mays                  | Hegedűs Miklós     |
| Annika                         | Breanna Lind                 | Boldog Emese       |
| Jerrica Cooper                 | Miriam Moss                  | Sipos Eszter Anna  |
| Billy                          | Rodney L Jones III           | Mayer Marcell      |
| Haley Gulick                   | Heidi Grace Engerman         | Laudon Andrea      |
| Trina                          | Ireon Roach                  | Engel-Iván Lili    |
| Boof                           | Malic White                  | Kiss Bernadett     |
| Celine                         | Sarah Wisterman              | Pekár Adrienn      |
| Samantha                       | Sarah Lo                     | Mayer Szonja       |
| Lipez nyomozó                  | Mark Montgomery              | Kárpáti Levente    |
| Sabrina                        | Genesis Denise Hale          | Hermann Lilla      |
| Dr. Collins                    | J. Nicole Brooks             | Téglás Judit       |
| Jane Ji                        | Tien Tran                    | Martin Adél        |

## A film készítése
A Freddy vs. Jason sikerére válaszul egy kobolddal közös crossover filmet kezdtek el készíteni Candyman vs. Leprechaun címmel. Tony Todd elvetette az ötletet, miután megmutatták neki a forgatókönyvet, mondván: „Soha nem veszek részt ilyesmiben.” 2004-ben Todd megerősítette a Fangoriának, hogy egy negyedik film is készül Clive Barker részvételével és 25 millió dolláros költségvetéssel. 2009-ben Deon Taylor vállalta a film rendezését, amely télen játszódott volna Új-Angliában, egy női főiskolán, és figyelmen kívül hagyná a Kampókéz 3. – Holtak napja című film eseményeit. A film végül a jogtulajdonosok közötti viták miatt meghiúsult.
2018 szeptemberében jelentették be, hogy Jordan Peele tárgyalásokat folytat az 1992-es film folytatásának elkészítéséről a Monkeypaw Productions nevű cégén keresztül. A Nightmare on Film Streetnek adott 2018-as interjújában Todd kijelentette: „Inkább azt szeretném, ha ő csinálná, valaki, akinek van intelligenciája, aki alaposan átgondolja és beleássa magát az egész faji összetételbe, hogy ki is Kampókéz, és miért is létezett egyáltalán”. 2018 novemberében megerősítették, hogy Peele a Universal és az MGM producerével, valamint Win Rosenfeld társproducerrel közösen elkészíti a filmet, míg Nia DaCosta rendezőnek szerződött. A film az eredeti folytatása lesz, és az új, modernizált Cabrini Greenben játszódik majd, ahol egykor a régi chicagói lakóparkok épülete állt. Jonathan Glickman az MGM-től úgy nyilatkozott, hogy „a történet nem csak tisztelettel adózik majd Clive Barker kísérteties és zseniális forrásanyagának”, hanem „rajongók új generációját hozza majd el”. 2019 elején tervezték elkezdeni a forgatást.

### Forgatás
A Candyman forgatása 2019 augusztus elején kezdődött és 2019 szeptemberében (25–27.) fejeződött be Chicago területén, a forgatás egy része a North Park negyedben zajlott szeptember környékén. A film munkacíme a szereplők és a stáb közösségi oldalain Say My Name (Mondd a nevem) volt, amit diszkréten használtak az átdolgozott forgatókönyvekben és a forgatási helyszíneken, hogy a dolgok „a nyilvánosság előtt” maradhassanak.
A filmben bábanimációs jeleneteket is láthatunk, amelyeket a Manual Cinema készített.

### Zene
2020. március 3-án bejelentették, hogy Robert A. A. Lowe lesz a film zeneszerzője.

## Bemutató
A Kampókéz eredetileg 2020. június 12-én jelent volna meg a Universal Pictures forgalmazásában, de a COVID-19 világjárvány miatt 2020. szeptember 25-re, majd 2020. október 16-ra tolták, átvéve a Gyilkos Halloween korábbi megjelenési dátumát. A filmet ezután 2021. augusztus 27-re halasztották.
A film első előzetese 2020. február 27-én jelent meg. 2021. június 23-án jelent meg a második előzetes.

## Fordítás
- Ez a szócikk részben vagy egészben  a   Candyman (2021 film) című angol Wikipédia-szócikk fordításán alapul.  Az eredeti cikk szerkesztőit annak laptörténete sorolja fel. Ez a jelzés csupán a megfogalmazás eredetét és a szerzői jogokat jelzi, nem szolgál a cikkben szereplő információk forrásmegjelöléseként.